# Коваленко, Владимир Эдуардович
Влади́мир Эдуа́рдович Ковале́нко (род. 28 октября 1975) — русский писатель-фантаст.

## Биография
Владимир Эдуардович Коваленко родился 28 октября 1975 года, живёт в Минске.

## Образование
- Политех, инженер-строитель,
- Университет, математик-механик[1]

## Участие в литературных объединениях
- Литературный форум «В вихре времён».[2] Принимает участие в многоавторском проекте «Десант попаданцев» (выходят под именем координатора проекта А.Конторовича; с 2011 года вышло 5 книг общим тиражом 57 000 экз.)

## Творчество
В 2009 году роман «Кембрийский период» был награждён премией ФАИ им. Тита Ливия за достижения в альтернативно-историческом формате фантастической литературы.

#### Рассказы и повести в коллективных сборниках
1. Владимир Коваленко. Последний рыцарь // В окопах времени (сборник). — М.: Яуза, 2010. — С. 480. — (Военно-историческая фантастика). — 5000 экз. — ISBN 978-5-699-40360-8.
2. Владимир Коваленко. Возвращение Евдокии Горбуновой // Исправленному верить (Составители: Вера Камша, Ник Перумов, Владимир Свержин). — М.: Эксмо, 2012. — С. 864. — (Фэнтези Ника Перумова). — 7 000 экз. — ISBN 978-5-699-58502-1